# IC 574
IC 574 је елиптична галаксија у сазвјежђу Секстант која се налази на листи објеката дубоког неба у Индекс каталогу.
Деклинација објекта је - 6° 57' 10" а ректасцензија 9h 54m 27,0s. Привидна величина (магнитуда) објекта IC 574 износи 13,7 а фотографска магнитуда 14,7. IC 574 је још познат и под ознакама MCG -1-25-56, NPM1G -06.0274, PGC 28569.